# Idactus nigroplagiatus
Idactus nigroplagiatus là một loài bọ cánh cứng trong họ Cerambycidae.